# Giro dell'Appennino 2019
Il Giro dell'Appennino 2019, ottantesima edizione della corsa, valevole come evento dell'UCI Europe Tour 2019 categoria 1.1 e della Ciclismo Cup 2019, si svolse il 28 aprile 2019 su un percorso di 198,7 km, con partenza da Novi Ligure e arrivo a Genova, in Italia. La vittoria fu appannaggio dell'italiano Mattia Cattaneo, il quale completò il percorso in 4h40'51", alla media di 42,45 km/h, precedendo i connazionali Fausto Masnada e Simone Ravanelli.
Sul traguardo di Genova 87 ciclisti, su 146 partiti da Novi Ligure, portarono a termine la competizione.

## Squadre e corridori partecipanti
| N.      | Cod. | Squadra                       |
| ------- | ---- | ----------------------------- |
| 1-7     | BRD  | Bardiani CSF                  |
| 11-17   | ANS  | Androni Giocattoli-Sidermec   |
| 21-27   | ITA  | Italia                        |
| 31-36   | CJR  | Caja Rural-Seguros RGA        |
| 41-47   | EUS  | Euskadi Basque Country-Murias |
| 51-57   | GAZ  | Gazprom-RusVelo               |
| 71-77   | NIP  | Nippo-Vini Fantini-Faizanè    |
| 81-87   | NSK  | Neri Sottoli Selle Italia KTM |
| 91-97   | BIC  | Biesse Carrera                |
| 101-107 | GTV  | Giotti Victoria-Palomar       |
| 111-117 | SAN  | Sangemini-Trevigiani-MG.K Vis |

| N.      | Cod. | Squadra                            |
| ------- | ---- | ---------------------------------- |
| 121-127 | CPK  | Team Colpack                       |
| 131-137 | BHP  | BeltramiTSA Hopplà Petroli Firenze |
| 141-146 | RSW  | Team Felbermayr Simplon Wels       |
| 151-157 | CBS  | Coldeportes Bicicletas Strongman   |
| 161-167 | CTF  | Cycling Team Friuli                |
| 171-177 | AZT  | D'Amico UM Tools                   |
| 181-187 | IRC  | Iseo Serrature-Rime-Carnovali      |
| 191-197 | MPB  | Maloja Pushbikers                  |
| 201-207 | SRA  | Swiss Racing Academy               |
| 211-217 | AMO  | Amore & Vita-Prodir                |
| 221-227 | TSL  | Team Skyline                       |

## Ordine d'arrivo (Top 10)
| Pos. | Corridore         | Squadra      | Tempo    |
| ---- | ----------------- | ------------ | -------- |
| 1    | Mattia Cattaneo   | Androni      | 4h40'51" |
| 2    | Fausto Masnada    | Androni      | a 25"    |
| 3    | Simone Ravanelli  | Biesse       | s.t.     |
| 4    | Mikel Bizkarra    | Caja Rural   | s.t.     |
| 5    | Federico Zurlo    | Giotti       | a 49"    |
| 6    | Marco Canola      | Nippo        | s.t.     |
| 7    | Sergey Shilov     | Gazprom      | s.t.     |
| 8    | Andrea Vendrame   | Androni      | s.t.     |
| 9    | Francesco Gavazzi | Androni      | s.t.     |
| 10   | Simone Velasco    | Neri Sottoli | s.t.     |